# Лісове урочище «Пронятин»
Лісове́ уро́чище «Проня́тин» (інша назва — Пронятинський ліс) — лісовий масив в Україні, в межах міста Тернопіль.
Розташований на території, підпорядкованій Тернопільській міській раді, між мікрорайонами Пронятин і Кутківці.
Площа 116 га. Перебуває у віданні ДП «Тернопільське лісове господарство» (лісові квартали 15—21). Є частиною регіонального ландшафтного парку «Загребелля».
Статус надано для збереження лісового масиву, розташованому на правобережжі річки Серет, частково при північно-західному березі Тернопільського ставу. Довжина масиву 1 км, максимальна ширина — бл. 850 м.
Зростає переважно широколистяний ліс штучного походження. Переважають граб, клен гостролистий, липа звичайна, в'яз гірський, є також ялина звичайна, сосна звичайна, акація біла тощо. Виявлено види рослин, занесені до Червоної книги України: підсніжник білосніжний, лілія лісова, арум Бессерів, вільха сіра, вовчі ягоди звичайні, вербена лікарська.
При східному краю масиву на березі Тернопільського ставу розташований один з пляжів міста — Дальній пляж, а також причал «Дальній пляж», до якого в літній період прибувають круїзні теплоходи «Ян Амор Тарновський» і «Капітан Парій».